# Краснов Микола Федорович
Микола Федорович Краснов (рос. Николай Фёдорович Краснов; 9 грудня 1914—29 січня 1945) — льотчик-ас радянської винищувальної авіації в роки Другої світової війни, майор, Герой Радянського Союзу (1944).

## Біографія
Народився 9 грудня 1914 року в селі Княжичі нині Гороховецького району Владимирської області. Жив в місті В'язники, де закінчив школу і аероклуб. З 1929 року працював відповідальним секретарем В'язниковської районної ради фізкультури.
У Червоній Армії служив в 1930—1934 роках. У 1934 році закінчив Тамбовську військову авіаційну школу льотчиків. Після звільнення в запас в 1934 році працював пілотом в Дніпровському авіаційному загоні Цивільного Повітряного Флоту СРСР. З 1936 року направлений льотчиком-випробувачем на авіаційний завод в Бердянську, випробовував нові гвинти. З 1938 року жив у місті Перм, працював льотчиком-випробувачем ОКБ-19 і заводу № 19 імені І. В. Сталіна (нині — ОВАО «Пермські авіалінії»).
З червня 1941 року на фронтах Другої світової війни. У перші місяці війни старший лейтенант М. Ф. Краснов воював льотчиком 402-го винищувального авіаційного полку особливого призначення (57-я змішана авіаційна дивізія, ВПС Північно-Західного фронту), літав на винищувачі МіГ-3. У найважчі перші місяці війни проявив себе вмілим повітряним бійцем, збив 3 німецьких літака особисто і 1 в парі. 6 жовтня 1941 року тяжко поранений в повітряному бою і 5 місяців провів у госпіталі.
З березня 1942 року знову на фронті, штурман 31-го винищувального авіаційного (206-я винищувальна авіаційна дивізія, 2-га повітряна армія, Брянський фронт). 31 травня 1942 року його винищувач ЛаГГ-3 був збитий, М. Краснов приземлився на території противника, будучи поранений в ногу. Він спалив свій літак, сховався в лісі і 9 діб пробирався до своїх. Зумів перейти лінію фронту. Через тиждень після повернення в полк, знову приступив до польотів. В цьому полку здобув тільки одну перемогу, коли в травні 1942 року під час атаки аеродрому Курська збив німецький винищувач Ме-110.
У червні 1943 року переведений в 116-й винищувальний авіаційний полк і освоїв новий винищувач Ла-5. Там його талант льотчика-винищувача розкрився в повній мірі. До грудня 1943 командир ескадрильї 116-го винищувального авіаційного полку (295-я винищувальна авіаційна дивізія, 9-й змішаний авіакорпус, 17-а повітряна армія, 3-й Український фронт) капітан М. Краснов виконав 279 бойових вильотів, провів 85 повітряних боїв, збив 31 літак противника (з них 30 особисто). В цьому полку бився в Курській битві, в Ізюм-Барвінківської, Бєлгородсько-Харківської, Донбаської операції і в битві за Дніпро. У бою 6 вересня він збив 3 німецьких літака, а в боях 10 жовтня і 13 жовтня збивав по 2 літаки.
За ці подвиги йому було присвоєно звання Героя Радянського Союзу.
З лютого 1944 командував ескадрильєю в 31-м ІАП, з серпня 1944 року — знову в 116-м ІАП, з жовтня 1944 року — в 530-м ІАП. Всього на фронті майор М. Ф. Краснов здійснив понад 400 бойових вильотів, провів понад 100 повітряних боїв, в яких особисто збив 41 і в групі 1 літак супротивника. У боях був поранений 6 разів, з них двічі важко.
29 січня 1945 року повертаючись з бойового завдання, черезз відмову мотора справив вимушену посадку поза аеродромом і загинув під час катастрофи під Будапештом. Похований в Одесі на Алеї Слави біля пам'ятника Невідомому матросові.

## Вшанування пам'яті

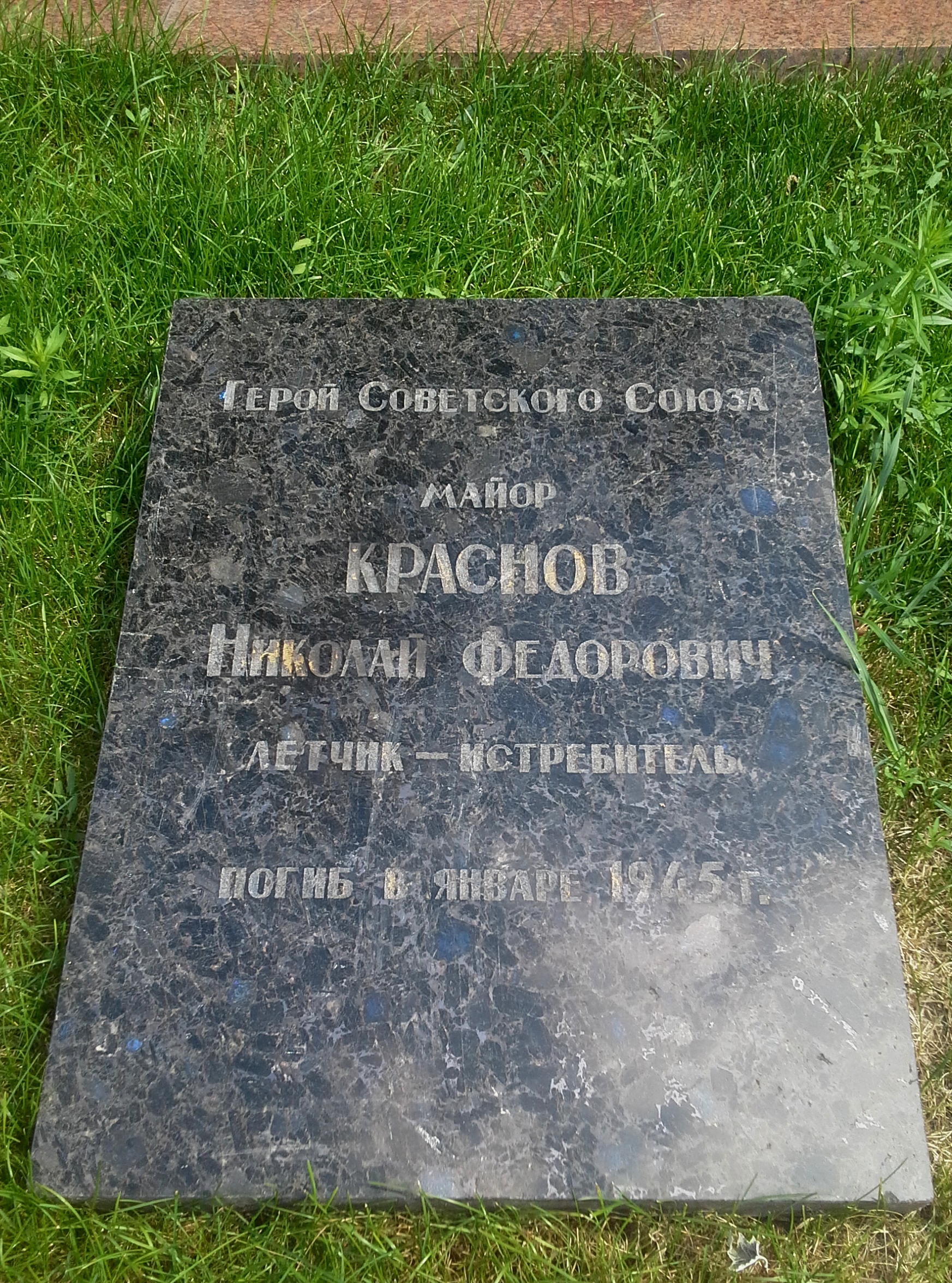
Могила М. Ф. Краснова на Алеї Слави в Одесі

- Ім'ям Миколи Краснова названі вулиці в містах Запоріжжя, Одеса.